# 宣德門

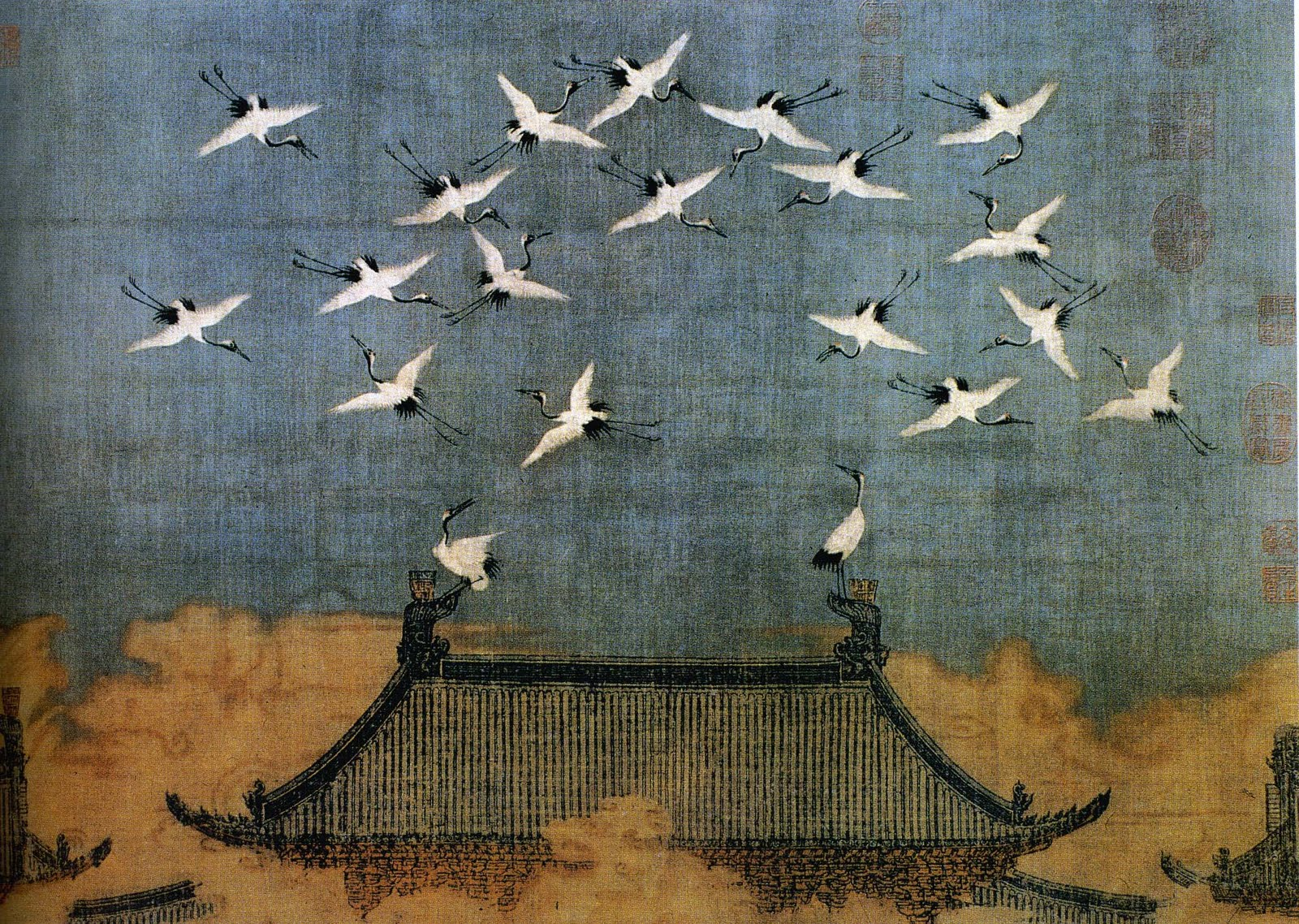
宋徽宗《瑞鹤图》上的城门就是宣德门

宣德门是汴梁皇城的正南门，由主城门、两个朵楼和两阙组成，呈“凹” 字形。宣德门今已不存，唯可从宋徽宗《瑞鹤图》和北宋大晟府铜钟上看出一些端倪。

## 历史
宣德门本为唐汴州城的鼓角门，是州衙府的正门。按唐制，应有两个门洞。在后梁汴州成为开封府，州衙府也扩建成了皇城，此时的宣德门称为建国门。后周广顺元年（951年）六月，改称明德门。但由于五代时期社会动荡，明德门“制度极庳陋”。
直到宋太祖赵匡胤统一中国之后，明德门的扩建才正式开始。梁周翰曾献给赵匡胤一首《五凤楼赋》，歌颂明德门的壮丽，称其“去地百丈，高入半空，上有五凤翘翼”。其名则在太平兴国三年改为丹凤门，大中祥符八年改为正阳门，明道二年始称宣德门。据《宋史·太宗本纪》，丹凤门在雍熙元年秋七月还曾改为乾元门。
日本僧人成寻在宋神宗熙宁五年（1072年）十二月来到汴梁，称“皇城南门宣德之门，七间门楼也。左右有二楼...如日本朱雀门”。其城门洞有三个，到蔡京时改为五个，并一度在政和八年（1118年）十月六日改称太极门。
北宋亡后，宣德门未遭破坏。金改称其为承天门。之后其记载消失，可能是在元代被拆除。明朝的周王府的午门是在其基础上建立的。

## 作用
在城门仅有三个门洞时，其正门一般仅供皇帝出入。改成五个门洞之后，中门左右的两扇门通常也不开启，只有得赐旌节的臣子才能走这两扇门。宋朝的皇帝还会在此：
- 举行宣赦仪式。
- 受献：“九年春正月辛未，禦明德門，见李煜于楼下，不用献俘仪”
- 卤簿仪仗：“遇大礼年，预于两月前教车象。自宣德门至南薰门外，往来一遭。”
- 观灯、赐酺等节庆活动。

### 节庆
依《东京梦华录》，冬至后宣德门前会放置“灯山”，朝向宣德门的方向会挂上彩帛，两侧放文殊菩萨和普贤菩萨像。灯山和宣德门之间还有“棘盆”，其中有伶人奏乐。元宵节时，宣德门前的御街满是表演奇术、百戏的人，宋徽宗会在城楼上观看。这是一年中宣德门最热闹的时候。